# 乌鲁埃莱布尔德兰
乌鲁埃莱布尔德兰是法国谢尔省的一个市镇，位于该省中东部，属于圣阿芒蒙特龙区。该市镇总面积24.64平方公里，2009年时的人口为615人。

## 人口
乌鲁埃莱布尔德兰（Ourouer-les-Bourdelins）人口变化图示